# جيف غودارد
جيف غودارد (بالإنجليزية: Geoff Goddard)‏ هو عازف بيانو وكاتب أغاني بريطاني، ولد في 19 نوفمبر 1937 في ريدنغ في المملكة المتحدة، وتوفي في 15 مايو 2000 بسبب نوبة قلبية.

## روابط خارجية
- جيف غودارد على موقع IMDb (الإنجليزية)
- جيف غودارد على موقع ميوزك برينز (الإنجليزية)
- جيف غودارد على موقع ديسكوغز (الإنجليزية)